# Calamus (Iowa)
Pour les articles homonymes, voir Calamus.
La ville américaine de Calamus est située dans le comté de Clinton, dans l’État de l’Iowa. Elle comptait 394 habitants lors du recensement de 2000.

## Source
- (en) Cet article est partiellement ou en totalité issu de l’article de Wikipédia en anglais intitulé « Calamus, Iowa » (voir la liste des auteurs).